# Liste geflügelter Worte/F

## Fähnlein der sieben Aufrechten
Das Fähnlein der sieben Aufrechten ist eine Erzählung aus den Züricher Novellen des Dichters Gottfried Keller. Die Geschichte handelt von sieben alten redlichen Handwerksmeistern, die eine Gesellschaft gegründet haben, um ihre Grundsätze pflegen zu können. Die sieben Aufrechten sind republikanisch gesinnte Handwerksmeister, die der Hass auf Aristokratie und Pfaffen vereint und die sich zweimal in der Woche im Wirtshaus zum Politisieren treffen:
Die sieben Aufrechten beschließen, im kommenden Sommer als fähnleintragende Gruppe beim eidgenössischen Freischießen des Jahres 1849 einzumarschieren. Das Schützenfest naht, die Fahne und der Pokal sind fertig, aber keiner traut sich, die Rede zu halten. Nach einigen Verwirrungen nimmt aber alles ein glückliches Ende.
Der Titel der Erzählung wird häufig zitiert zur Kennzeichnung einer kleineren Gruppe von Personen, die im Gegensatz zu anderen bei etwas lange durchgehalten hat.

## Fahrstuhl zum Schafott
Fahrstuhl zum Schafott (französisch: „Ascenseur pour l’échafaud“) ist ein französischer Kriminalfilm von Louis Malle aus dem Jahr 1958.
Der ehemalige Offizier Julien Tavernier dringt mit Hilfe eines Wurfankers und eines Seils in das Büro seines Chefs ein und tötet ihn kaltblütig. Dann arrangiert er die Tat als Selbstmord. Als er mit dem Auto wegfahren will, entdeckt er, dass ihm ein Fehler unterlaufen ist, denn an der Fassade des Firmengebäudes baumelt noch das Seil. Er eilt in das Gebäude zurück und fährt mit dem Aufzug nach oben. In diesem Augenblick schaltet der Hausmeister aber den Strom ab und schließt das Gebäude von außen. Tavernier steckt fest.

## Fakten, Fakten, Fakten.

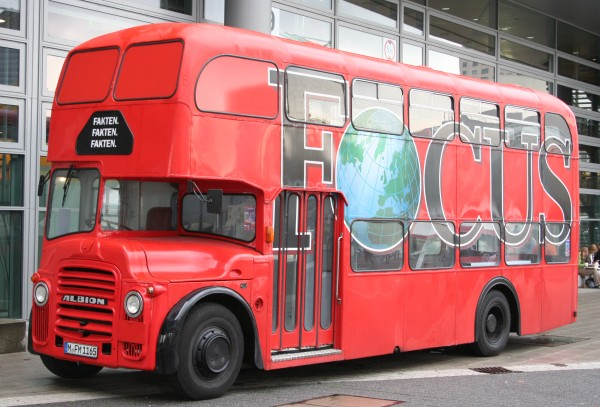
Bus mit dem Slogan auf der Frontseite

Dieser Spruch, mit dem der Chefredakteur Helmut Markwort für sein Nachrichtenmagazin Focus warb, stammt ursprünglich vom US-amerikanischen Filmproduzenten Samuel Goldwyn, der im Zusammenhang mit Werbung sagte:
„That is the kind of ad I like. Facts, facts, facts.“
„Das ist die Art von Werbung, die ich mag. Fakten, Fakten, Fakten.“
Die Mitarbeiteranweisung Markworts in den Werbespots mit Bildern aus Focus-Redaktionssitzungen ist einer der bekanntesten Slogans in Deutschland. Dennoch wurde er 2008 durch den Spruch „Fakten für Ihre Zukunft“ abgelöst. Damit soll das Konzept unterstrichen werden, dass Focus seinen Lesern wichtige Hintergrundinformationen mit Nutzwert für die unmittelbare Zukunft biete.
Die Aussage Markworts „Fakten, Fakten, Fakten. Und an den Leser denken!“ wurde auch parodiert zu „Fakten, Fakten, Fakten. Und an die Auflage denken!“ Mit Betonung von Fakten statt Meinung soll ausgedrückt werden, dass der Focus seine Leser neutraler und sachlicher informiere als Der Spiegel.

## Falsche Brüder
Der Apostel Paulus zählt unter den vielen Gefahren, die ihm auf seinen Missionsreisen begegneten, an letzter Stelle die falschen Brüder auf:
„ich bin oft gereist, ich bin in Gefahr gewesen durch die Flüsse, in Gefahr durch die Mörder, in Gefahr unter den Juden, in Gefahr unter den Heiden, in Gefahr in den Städten, in Gefahr in der Wüste, in Gefahr auf dem Meer, in Gefahr unter den falschen Brüdern;“
Unter einem Falschen Bruder versteht man heute in der Sprachwissenschaft – in Analogie zu dem ähnlichlautenden Falschen Freund, der sich auf Fremdsprachen bezieht – ein Paronym: ein verwechselbares Wort innerhalb einer Sprache und ihrer Dialekte:
- der Doktor, der keinesfalls Arzt sein muss

Immer wieder wird Österreich mit Australien verwechselt, so auch vom US-amerikanischen Präsidenten George W. Bush, der sich beim australischen Präsidenten John Howard für die Durchführung des OPEC-Gipfels, der in Österreich stattfindet, bedankte:
„Thank you for being such a fine host for the Opec summit“
Diese Verwechslung kommt daher, dass sich im Englischen – und in zahlreichen anderen Sprachen – die Wörter Austria und Australia sehr ähneln. Selbst im Japanischen und Chinesischen ähneln sich die beiden Länderbezeichnungen:
オーストリア ōsutoria – オーストラリア ōsutoraria
奥地利 aodili – 澳大利亚 aodaliya
Es wird von fehlgeleiteten Postsendungen erzählt, die mit großer Verspätung ankommen mit dem Vermerk „Wien not known in Australia“.
Die Souvenir-Industrie macht sich das zunutze und druckt T-Shirts mit der Aufschrift „No Kangaroos in Austria“.

## Falscher Prophet
Im Neuen Testament wird an mehreren Stellen vor den „falschen Propheten“ der Endzeit gewarnt (z. B. im Evangelium nach Markus):
„Denn es werden sich erheben falsche Christi und falsche Propheten, die Zeichen und Wunder tun, dass sie auch die Auserwählten verführen, so es möglich wäre. Ihr aber sehet euch vor!“
Schon das Alte Testament spricht vom Auftreten falscher Propheten, deren Auftrag nicht von Gott stammt, die aber große Anhängerschaft gewinnen können. Nach Moses im Deuteronomium 18,22 kann man einen falschen Propheten daran erkennen, dass das, was er weissagt, nicht eintritt.
Als häufiges Merkmal falscher Propheten wird auch fehlende Bescheidenheit angesehen, denn fast alle biblischen Propheten haben sich zunächst als für die Aufgabe ungeeignet bezeichnet.
Verschiedene Mythen sehen das Auftreten falscher Propheten in Zusammenhang mit dem Weltuntergang. Die Geschichte kennt sie aus Zeiten untergehender Kulturen.

## Federloser Zweibeiner
Der Philosoph Platon hatte den Menschen als ein „zweibeiniges Lebewesen ohne Federn“ (ζῷον δίπουν ἄπτερον – zōon dipoun apteron) definiert, denn er gehöre zum Tierreich, gehe auf zwei Beinen, besitze aber weder Fell noch Federn. Durch diese Definition fühlte sich der Kyniker Diogenes zu einem Scherz provoziert. Er rupfte ein Huhn und stellte es Platons Schülern mit folgenden Worten als Mensch vor:
„Das ist der Mensch Platons!“
Daraufhin erweiterte Platon die Definition um „breite Krallen“ (Zehennägel), weil die Vögel nichts Derartiges haben.

## Feind hört mit.

„Feind hört mit“ war ein Propagandaspruch, der seit etwa 1938 bis Ende des Zweiten Weltkrieges von den Nationalsozialisten gebraucht wurde. Er schuf eine latente Bedrohungssituation.
Es gab außerdem eine Propagandaposter-Reihe mit dem „Feind-hört-mit“-Slogan. Darauf war jeweils eine kleine Personengruppe zu sehen und im Hintergrund ein schräger schwarzer Schatten, der sie abhört. Es gab auch zahlreiche Schilder an öffentlichen Fernsprechern „Vorsicht bei Gesprächen! Feind hört mit!“

## Felix Austria
Der Ausdruck Felix Austria wird heute verwendet, um auszudrücken, dass Österreicher ein Talent zum Glücklichsein haben. Er findet sich erstmals auf Siegeln Herzog Rudolfs IV. 1363/64. Die Wendung findet sich wieder in einem seit der Barockzeit bezeugten Distichon zur Heiratspolitik der Habsburger (zu Vorlagen und Verwendung siehe dort):
„Bella gerant alii, tu felix Austria nube.
Nam quae Mars aliis, dat tibi diva Venus.“
„Kriege führen mögen andere, du glückliches Österreich heirate.
Denn was Mars den anderen, gibt dir die göttliche Venus.“

## Ferien vom Ich
Ferien vom Ich ist der Titel eines 1916 erschienenen und mehrfach – unter anderem 1952 – verfilmten Unterhaltungsromans von Paul Keller, dessen Thema die Erholung vom Alltagsstress in einem Sanatorium mit dem Namen Ferien vom Ich ist.
Erzählt wird von einem US-amerikanischen Millionär, der auf einer Geschäftsreise durch Deutschland einen Herzanfall erleidet. Der behandelnde Arzt rät ihm, gründlich auszuspannen. Daraufhin erwirbt er einen Landsitz und macht daraus ein Erholungsheim für gestresste Geschäftsleute, die dort ohne Gepäck und Begleitung absteigen und gegenüber der Außenwelt abgeschirmt sind.

## Fersengeld geben
Fersengeld zahlte eine Frau oder ein Mann, wenn man sich aus einer Ehe lösen wollte. Es hatte nichts mit dem Fuß zu tun, sondern stammte von dem Wort Färse für eine junge Kuh. In Eike von Repgows „Sachsenspiegel“ ist es erstmals genannt.

## Fest gemauert in der Erden

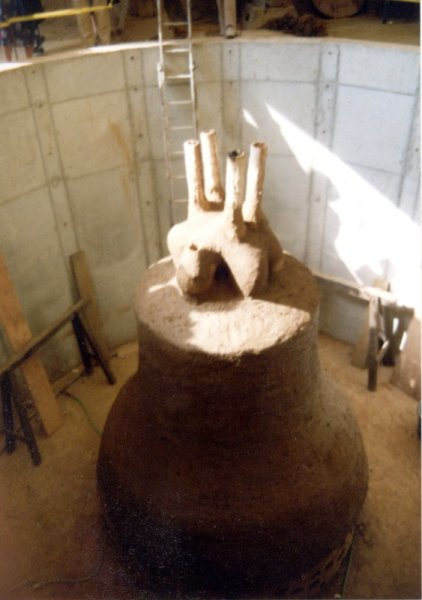
Glockenform vor dem Eingraben

Dies sind die Anfangsworte von Friedrich Schillers berühmter Ballade Das Lied von der Glocke.
„Fest gemauert in der Erden
Steht die Form, aus Lehm gebrannt.
Heute muß die Glocke werden.
Frisch Gesellen, seid zur Hand.“
Die erste Strophe deutet auf die Vorarbeiten hin, denen jetzt der Guss folgen soll. Die Form aus Lehm befindet sich in der Dammgrube und soll nun mit dem Metall gefüllt werden.
Das Gedicht gehörte lange Zeit zum deutschen Bildungskanon und musste von Generationen von Schülern auswendig gelernt werden. Deshalb sind die Anfangsverse besonders bekannt und werden auch heute noch oft zitiert. So sind zum Beispiel Artikel über öffentlichen Glockenguss in Hattingen, über den geplanten Abriss des Palasts der Republik oder über die Tragstrukturen für Windräder mit den Worten „Festgemauert in der Erden“ (beziehungsweise „Fest gemauert in der Erde“) überschrieben.
Aber auch ein Artikel über den Dichter selbst spielt mit der Überschrift „Schiller, festgemauert in der Erden – Wiederbelebungsversuch eines versteinerten Helden“ auf dieses Zitat an:
„Schiller kann einem Leid tun. Festgemauert in der Erden, erstarrt zu Bronze oder Stein, ziert er hundertfach unsere Parks und Foyers und kann sich nicht wehren. Kann nicht vom Sockel steigen, sich den Staub vom Mantel klopfen und der Welt zeigen, wer er wirklich ist: ein Revoluzzer, ein Hippie, ein Rebell.“

## Feurige Kohlen auf sein Haupt sammeln
Diese Wendung stammt aus dem alttestamentlichen Buch der Sprichwörter. Der Zitatensammler Georg Büchmann schreibt in seinen Geflügelten Worten erklärend dazu:
„Sprüche 25, 22 steht geschrieben: wer seinem Feinde Gutes thut, wird „Kohlen auf sein Haupt häufen“ d. h. er wird dessen Wangen vor Schamröte erglühen machen. Nach dem Apostel Paulus (Röm. 12, 20) citieren wir dies Wort also:
Feurige Kohlen auf sein (oder: Jemandes) Haupt sammeln.“
Die feurigen Kohlen stehen für das Gefühl der Scham, das im Feind hervorgerufen wird, indem man jemanden durch Freundlichkeit beschämt.
Feurige Kohlen wurden in biblischen Zeiten von Haus zu Haus getragen. Eine Person zündete morgens ein Feuer an, das dann von einem Jungen in Form brennender Kohlen in einer Tonschale auf dem Kopf an die einzelnen Haushalte verteilt wurde.
Der Theologe Ernst von Dobschütz leitet die Wendung von der altägyptischen Strafe her, bei der jemand mit einem Gabelstock in der Hand und einem Becken voll feuriger Kohlen auf dem Haupte Buße tun musste.

## Fiat iustitia et pereat mundus.
Fiat iustitia, et pereat mundus soll der lateinische Wahlspruch des Kaisers Ferdinand I. gewesen sein und bedeutet übersetzt:
„Es geschehe Gerechtigkeit, möge auch die Welt zugrunde gehen.“
Heute wird der Spruch meistens ironisch zitiert, um eine Rechtsauffassung zu kritisieren, die die Bewahrung der Rechtsprinzipien um jeden Preis, auch zum Schaden der Gesellschaft, durchsetzen will. Das Zitat stammt nicht von den Römern, denn deren Rechtsdenken war vom Grundsatz Cui bono (Wem nutzt es?) geleitet.

## Fin de siècle
Das Fin de siècle (französisch: „Ende des Jahrhunderts“) bezeichnet die Zeit von 1890 bis 1914 mit der Konnotation der Dekadenz, die als zwangsläufige Folge einer fruchtbaren Epoche (Belle Epoque) angesehen wird. Die Bezeichnung wurde erstmals 1886 in der französischen Zeitschrift Le Décadent erwähnt.
Obwohl der Begriff sich auf ein spezifisch französisches Lebensgefühl der Zeit bezieht, wird Fin de siècle auch zur Kennzeichnung der gesamteuropäischen Befindlichkeit vor dem Ersten Weltkrieg verwendet.

## Finden Sie, dass Constanze sich richtig verhält?
Diese Frage bleibt am Ende der 1927 uraufgeführten Komödie The Constant Wife (Die beständige Frau) des britischen Schriftstellers William Somerset Maugham offen.
Diese Frage ist auch der deutsche Titel dieses Theaterstücks, in dem eine betrogene Ehefrau nicht so reagiert, wie es die Konvention von ihr verlangt. Das Stück wurde 1929 unter dem englischen Titel Charming sinners (Bezaubernde Sünder) verfilmt.
Das Zitat wird heute mit wechselnden Namen gebraucht:
- „Finden Sie, daß Frau Höhler sich richtig verhält?“

## Finis Germaniae

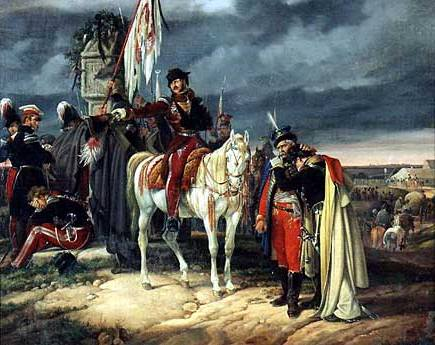
Dietrich Montens: Finis Poloniae 1831

Mit den lateinischen Worten „Finis Germaniae“ („Das Ende Deutschlands“) kommentierte im Januar 1917, während des Ersten Weltkriegs, der deutsche Reichskanzler Theobald von Bethmann Hollweg den unbeschränkten U-Boot-Krieg, der seiner Ansicht nach den sicheren Kriegseintritt der Vereinigten Staaten und das Ende Deutschlands bedeutete.
Dieser Ausspruch ist wohl dem ebenfalls lateinischen „Finis Poloniae“ („Das Ende Polens“) nachempfunden, der dem polnischen Feldherrn Tadeusz Kościuszko in den Mund gelegt wurde, der 1794 auf der Flucht nach der verlorenen Schlacht bei Maciejowice in einem Sandhügel steckenblieb. Dort erschossen ihm Kosaken das Pferd unter dem Leib und verwundeten ihn selbst am Hinterkopf. Als er ins Lager zurückgebracht wurde, soll er ausgerufen haben:
„Finis regni Poloniae.“
„Ende des Königreichs Polen.“
Kościuszko leugnete später, dies je gesagt zu haben.
Das Zitat wurde später für Buchtitel verwandt:
- „Finis Germaniae. Aufzeichnungen und Betrachtungen.“ (Henry Bernhard, 1947)
- „Finis Germaniae – Deutsche Geschichte seit 1945.“ (Georg Fülberth, 2007)
- abgewandelt als Finis Germania (Rolf Peter Sieferle, 2017)

## Fische müssen schwimmen.
Im Satyricon des römischen Schriftstellers Titus Petronius fordert der ehemalige Sklave und jetzt neureiche Gastgeber in der parodistischen Einlage Das Gastmahl des Trimalchio nach den servierten Fischen seine Gäste auf, dem Wein kräftig zuzusprechen, denn: „Fische müssen schwimmen“ (lateinisch: „Pisces natare opportet“).
Die Übersetzerin Hilde Weiss schreibt in der Wiener Zeitung zu diesem Zitat:
„Nicht jede Redensart ist wirklich empfehlenswert: ‚Fische müssen schwimmen‘, mit diesem Trinkspruch, der auf Gaius Petronius Arbiter zurückgeht, begibt man sich jedenfalls nicht in gute Gesellschaft. Das Zitat stammt aus dem ‚Gastmahl des Trimalchio‘, einer parodistischen Einlage im Roman ‚Satyricon‘. Mit diesen Worten drängt der Gastgeber, ein protzender, bramarbasierender Emporkömmling, seine Gäste nach dem Fisch zu noch mehr Weinkonsum, ‚in scheußlicher Betrunkenheit‘.“
Dazu gibt es einen französischen Zungenbrecher: Poisson sans boisson, c'est poison! (wörtlich: Fisch ohne Getränk ist Gift in der Bedeutung von Zu Fisch soll Wein serviert werden).

## Fixe Idee
Eine fixe Idee (vom neulateinischen: „idea fixa“; „fixus“ = „unabänderlich“) ist eine unrealistische Vorstellung, von der jemand nicht abzubringen ist. Der Begriff wurde von dem Psychiater Friedrich Wilhelm Hagen junior im Jahr 1870 geprägt. Es handelt sich dabei um eine falsche Vorstellung, die keiner Berichtigung zugänglich ist und die Folge einer Monomanie ist.
Es handelt sich um eine der Bedeutungen des französischen Ausdrucks Idée fixe, wozu der Name des kleinen Hunds von Obelix ein Wortspiel ist.

## Flasche leer
„Diese Spieler waren schwach wie eine Flasche leer“ ist eine Wendung aus der legendär gewordenen Pressekonferenz des italienischen Fußballtrainers Giovanni Trapattoni am 10. März 1998, in der er seiner Wut über das Verhalten der Spieler des FC Bayern München in gebrochenem Deutsch Ausdruck verlieh, und ist wie zwei andere Wendungen aus dieser Konferenz („Ich habe fertig.“ und „Was erlauben Strunz?!“) in den allgemeinen Sprachgebrauch übergegangen.
Der Wutausbruch brachte Trapattoni so große Sympathien ein, dass er damit als Werbeträger für ein Trinkwassersprudler-System Geld verdienen konnte: „nicht Flasche leer…“.
Verwendung
- Klinsmann-Rücktritt wegen Flasche leer
- Google schwach wie Flasche leer! Was erlaube Google?
- Weg vom Mehrweg: Flasche leer

## Flink wie Windhunde, zäh wie Leder und hart wie Kruppstahl
So wollte Adolf Hitler in seiner Rede vom 14. September 1935 vor 50.000 Jungen die Hitler-Jugend haben. Ein körperlicher Aktivismus war es also, der zu den vorrangigen Merkmalen der HJ-Erziehung gehörte.
Der Kabarettist Dieter Hildebrandt erinnert sich 2005 an seine eigene Zeit in der Hitler-Jugend:
„Adolf Hitler wollte eine ganz besondere Jugend aus uns machen. So wie die Spartaner damals die spartanische Jugend, uns ganz früh den Eltern entfremden. Und wir sollten zäh, wie Leder, hart, wie Kruppstahl und flink, wie die Windhunde sein, und das wurde ganz früh schon in uns eingeträufelt.“

## Flucht in die Öffentlichkeit
Diese Wendung geht zurück auf eine Prozessäußerung des Adolf Marschall von Bieberstein im Journalistenprozess 1896. Mit diesen Worten wandte sich der Staatssekretär des Äußeren gegen Vertrauensmänner der politischen Polizei, indem er sagte:
„Wenn diese Herren sich unterstehen, das Auswärtige Amt oder hohe Beamte oder mich anzugreifen…, und ich erfahre davon, so flüchte ich mich in die Öffentlichkeit und brandmarke dieses Treiben in der Öffentlichkeit.“
Zum Thema „Wenn Insider Alarm schlagen – Whistleblower“ heißt es zur heutigen rechtlichen Situation von Beamten in Deutschland:
„Für Beamte ist die Flucht in die Öffentlichkeit oder die Erstattung einer Strafanzeige ein Dienstvergehen. Selbst wenn ein Beamter intern seine abweichende Rechtsauffassung mehrfach vorgetragen hat, verbietet sich die Unterrichtung der Presse.“

## Flüssiges Brot
Diese heute scherzhaft gebrauchte Bezeichnung für Bier wurde etwa Mitte des 17. Jahrhunderts für das Fastenbier der Mönche geprägt, denn „Flüssiges bricht das Fasten nicht“. Außerdem galt Bier im Mittelalter tatsächlich als Grundnahrungsmittel. Das alkoholarme Bier war verfügbarer als Milch und wurde deshalb auch Kindern gegeben. Wöchnerinnen erhielten „Heil-Bier“ auf Rezept.

## Frage nicht, was dein Land für dich tun kann …
Der Satz „Und so, meine amerikanischen Mitbürger: Fragt nicht, was euer Land für euch tun kann – fragt, was ihr für euer Land tun könnt.“ (engl.: „And so, my fellow Americans: ask not what your country can do for you – ask what you can do for your country.“) stammt aus der Antrittsrede des US-Präsidenten John F. Kennedy im Jahr 1961.
Kennedy führt diesen Gedanken weiter, indem er im nächsten Satz sagt:
„Meine Mitbürger in der Welt: Fragt nicht, was Amerika für euch tun wird, sondern fragt, was wir zusammen für die Freiheit des Menschen tun können.“
(engl.: „My fellow citizens of the world: ask not what America will do for you, but what together we can do for the freedom of man.“)
In Anlehnung an dieses Zitat sagte Gerhard Schröder in seiner Regierungserklärung am 29. Oktober 2002: „Es geht nicht, nur das zu sagen, was nicht geht. Fragen wir uns, was jede und jeder Einzelne von uns dazu beitragen kann, dass es geht.“

## Franz heißt die Kanaille.
In Friedrich Schillers Drama Die Räuber öffnet Karl Moor im Kreis seiner Kumpanen den Brief, den sein Bruder Franz für seinen Vater an ihn geschrieben hat und in dem er ihm mitteilt, der Vater habe ihn verstoßen.
Roller nimmt den Brief von der Erde, und liest.
„‚Unglücklicher Bruder!‘ der Anfang klingt lustig. ‚Nur kürzlich muß ich dir melden, daß deine Hoffnung vereitelt ist – du sollst hingehen, läßt dir der Vater sagen, wohin dich deine Schandthaten führen. Auch, sagt er, werdest du dir keine Hoffnung machen, jemals Gnade zu seinen Füssen zu erwimmern, wenn du nicht gewärtig seyn wollest, im untersten Gewölbe seiner Thürme mit Wasser und Brod so lange traktirt zu werden, bis deine Haare wachsen wie Adlers-Federn, und deine Nägel wie Vogelklauen werden. Das sind seine eigene Worte. Er befiehlt mir den Brief zu schliessen. Leb wohl auf ewig! Ich bedaure dich –
Franz von Moor.“
Schweizer
„Ein zuckersüßes Brüdergen! In der That! – Franz heißt die Kanaille?“
Das Zitat will ausdrücken, dass nicht der „ehrliche“ Räuber, sondern der falsche Bruder, Franz, die Kanaille ist. Franz Moor denunziert den im fernen Leipzig als Student über die Stränge schlagenden Bruder Karl, Liebling des Vaters, beantwortet den reuigen Brief Karls ohne Wissen des Vaters brüsk und stellt Karls Verlobter Amalia nach.
Kanaille bedeutet so viel wie Schurke, Halunke. Es wurde im 17. Jahrhundert aus dem Französischen (canaille) ins Deutsche übernommen und stammt vom lateinischen caniculus, einer Verkleinerungsform zu canis (= Hund) ab.

## Frauen kommen langsam, aber gewaltig.
Der Spruch ist der Titel eines Liedes der Rockgruppe Ina Deter Band aus dem Jahr 1986. Die Mehrdeutigkeit des Wortes kommen, das in der Umgangssprache auch die Bedeutung zum Orgasmus kommen hat, wurde bewusst eingesetzt. Der Refrain lautet:
„Starker Mann was nun
keine Zeit mehr was zu tun
Frauen kommen langsam
– aber gewaltig“
Verwendung
- „Isländer kommen langsam, aber gewaltig.“ (Besprechung eines Kriminalromans von Arnaldur Indriđason)
- „Viren kommen langsam, aber gewaltig.“
- „Schwyzer kommen langsam, aber gewaltig.“

## Frauen sind doch bessere Diplomaten.
Frauen sind doch bessere Diplomaten ist der Titel eines deutschen Spielfilms aus dem Jahr 1939/41, in dem im Homburg des Jahres 1848 die schöne Nichte eines Kasinodirektors versuchen soll, die auf Anordnung der Frankfurter Nationalversammlung angeordnete Schließung des Kasinos zu verhindern.
Sie erweist sich als Diplomatin, indem sie eine Einigung zwischen den Homburgern und den anrückenden Truppen vermittelt. Das Spielkasino wird schließlich in eine Porzellanmanufaktur umgewandelt.
Verwendung
„Frauen sind doch bessere Bürokraten.“
„Hunde sind eben doch die besseren Katzen.“
„Ameisen sind doch die besseren Autofahrer.“

## Frauen und Kinder zuerst!
„Frauen und Kinder zuerst!“ ist ein historischer Verhaltenskodex, laut dem Frauen und Kinder in lebensgefährlichen Situationen zuerst gerettet werden sollten, zum Beispiel beim Sinken eines Schiffes.

## Freedom is just another word for nothing left to lose.
Diese berühmte englische Textzeile stammt aus dem Lied Me and Bobby McGee von Kris Kristofferson, das die US-amerikanische Sängerin Janis Joplin einige Tage vor ihrem Tod im Oktober 1970 aufzeichnen ließ und bedeutet auf Deutsch so viel wie:
„Freiheit ist nur ein anderes Wort dafür, nichts mehr zu verlieren zu haben.“
Der Refrain des Liedes hat in der Version von Janis Joplin folgenden Wortlaut:
„Freedom's just another word for nothing left to lose
Nothing, I mean nothing honey if it ain't free, no no
Yeah feeling good was easy Lord when he sang the blues
You know feeling good was good enough for me
Good enough for me and my Bobby McGee.“
„Freiheit ist letzten Endes nur ein anderes Wort dafür, daß Du nix mehr zu verlieren hast.
Nix is’ zwar nix wert, aber kostet auch nix.
Aber wenn Bobby den Blues gesungen hat, dann war es kein Problem, sich gut zu fühlen.
Und das war gut genug für mich. Und für Bobby McGee. “
Das Lied handelt von Landstreicherei, einem populären Motiv der Country-Musik, das hier um ein Hippie-Gefühl erweitert wurde. Nach Joplins Tod erreichte es in den USA Platz 1 der Pop-Charts.

## Frei, aber nicht frech
Dies ist das Motto in Theodor Fontanes Roman Der Stechlin, wo es im 6. Kapitel heißt:
„Ach, Lorenzen, ich sehe schon, Sie liegen da wieder mit dem ‚Patrimonium der Enterbten‘, im Anschlag; Sperling, das klingt ganz so. Aber so viel ist doch richtig, daß Krippenstapel die Jungens brillant in Ordnung hält; wie ging das heute Schlag auf Schlag, als ich den kurzgeschornen Schwarzkopp ins Examen nahm, und wie stramm waren die Jungens und wie manierlich, als wir sie nach ’ner Stunde in Globsow wiedersahen. Wie sie da so fidel spielten und doch voll Respekt in allem. ‚Frei, aber nicht frech‘, das ist so mein Satz.“

## Freie Bahn dem Tüchtigen!

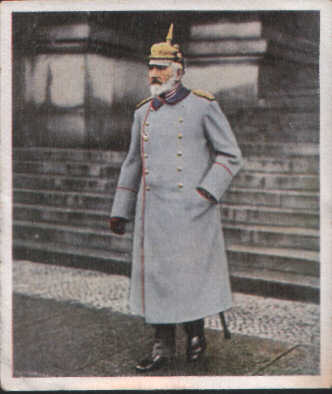
Theobald von Bethmann Hollweg

Dies ist ein Zitat aus einer Reichstagsrede des damaligen Reichskanzlers Theobald von Bethmann Hollweg am 28. September 1916. Wörtlich sagte Bethmann Hollweg:
„Freie Bahn für alle Tüchtigen, das sei unsere Losung.“
In einem Brief an Ernst von Meyenburg schreibt Houston Stewart Chamberlain:
„Und dabei fällt mir die Frage ein, ob Ihnen je klar geworden ist, welches große Unrecht dazumal dem Herrn von Bethmann Hollweg geschehen ist, als ein zerstreuter Stenograph ihm die Worte in den Mund legte: „Freie Bahn allen Tüchtigen!“ Das wäre ja gar nichts Neues gewesen, und ich bin vollkommen überzeugt, daß er gesagt hat: „Freie Bahn allen Untüchtigen!“ Denn das ist wirklich das Prinzip, das uns Faguet in Frankreich am Werke zeigt, und das jetzt in Deutschland regiert. Auch liegt Originalität und Mut in einer solchen Erkenntnis.“
Heute sind diese Worte das Leitwort des Wirtschaftsliberalismus, dessen Prinzip es ist, dass jeder die Freiheit hat, alles zu tun, was er will, sofern er nicht die Freiheit eines anderen verletzt.
Verwendung
- „Freie Bahn dem Richtigen!“
- „Freie Bahn dem Bus!“
- „KMU-Förderung: Freie Bahn dem Mittelstand!“

## Freie Fahrt für freie Bürger!
Im Februar 1974 – drei Monate nach dem Höhepunkt der Ölkrise mit den vier „autofreien Sonntagen“ in Deutschland – startete der Allgemeine Deutsche Automobil-Club (ADAC) unter seinem Präsidenten Franz Stadler eine Kampagne mit dem Titel Freie Bürger fordern freie Fahrt, die sich hauptsächlich gegen den im November 1973 gestarteten viermonatigen Tempo-100-Großversuch auf den Bundesautobahnen richtete.
Erfolg der Kampagne war, dass statt eines generellen Tempolimits von 100 km/h auf den Autobahnen eine unverbindliche Richtgeschwindigkeit von 130 km/h eingeführt wurde.
Verwendung
- „Wir fordern: Freie Fahrt für Freie Bürger“ war ein Transparent der Leipziger Montagsdemonstrationen.[26]
- „Handy-Freisprecheinrichtung, Freie Fahrt für freie Hände.“
- „Heizöl: Freie Fahrt für freie Preise.“
- „Freie Fahrt für freie Radfahrer.“

## Freiheit der Meere
Das Wort von der „Freiheit der Meere“ geht zurück auf die 1609 in Leiden erschienene Schrift Mare liberum des Rechtsgelehrten Hugo Grotius. Grotius verfocht in seiner Schrift die Ansprüche der Holländer auf freie Schifffahrt und freien Handel in Indien gegen die Portugiesen, die ihn seit Vasco da Gamas Entdeckungsfahrt als Alleinrecht beanspruchten.
1604/05 verfasste Grotius mit De jure praedae („Über das Prisenrecht“) ein Rechtsgutachten für die Niederländische Ostindien-Kompanie. Es enthält bereits die Grundgedanken seines späteren Hauptwerkes, blieb aber bis 1868 unveröffentlicht. Lediglich ein Kapitel daraus wurde 1609 zunächst anonym unter dem Titel Mare Liberum („Das freie Meer“) veröffentlicht. Die katholische Kirche indizierte Mare liberum umgehend, da es die päpstliche Weltordnung untergrub. Grotius formulierte hier einen revolutionären neuen Grundsatz, indem er erklärte, die Meere seien internationale Gewässer und alle Nationen hätten das Recht, sie zur Handelsschifffahrt zu nutzen. England widersetzte sich dieser Idee und behauptete eine weiträumige Gewässerhoheit um die Britischen Inseln. Cornelis van Bynkershoek bejahte das Eigentum am Meer nur für die Reichweite der damaligen Geschütze. Mit dieser Einschränkung, der Dreimeilenzone, setzte sich die „Freiheit der Meere“ schließlich als Grundlage des modernen Seerechts durch.

## Freiheit, die ich meine
„Freiheit, die ich meine“ ist der Anfang der ersten und letzten Strophe des Liedes Freiheit von Max von Schenkendorf, einem Dichter der Befreiungskriege. Die ersten Zeilen lauten:
Freiheit, die ich meine,

Die mein Herz erfüllt,

Komm mit deinem Scheine,

Süßes Engelsbild!
Es geht in dem Lied um die Freiheit von der napoleonischen Herrschaft. Die Worte „die ich meine“ bedeuten in Schenkendorfs Lied so viel wie „die ich liebe“. Heute versteht man unter „meinen“ eher „verstehen“.

## Freiheit, Gleichheit, Brüderlichkeit

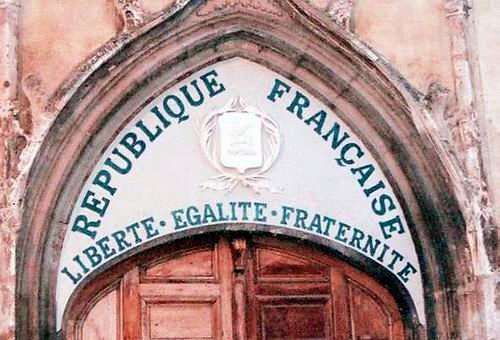
„Liberté Egalité Fraternité“ an einer französischen Kirche

Die drei Schlagworte Freiheit, Gleichheit, Brüderlichkeit (Liberté Egalité Fraternité) wurden 1793 zur Losung der Französischen Revolution und in der Zweiten Republik zur offiziellen Devise des Staates. In deutschen Schriften zur Französischen Revolution wurden zunächst oft nur die beiden ersten Begriffe, nämlich „Freiheit“ und „Gleichheit“ angesprochen.
Im Jahr 1793 beschloss das Direktorium, an den Fassaden aller Häuser der Hauptstadt eine Parole anbringen zu lassen:
„Unité, Indivisibilité de la République, Liberté, Égalité, Fraternité ou la mort“
„Einheit, Unteilbarkeit der Republik; Freiheit, Gleichheit, Brüderlichkeit oder der Tod“
Die Bewohner der anderen Städte ahmten das rasch nach. Sie wurden jedoch bald aufgefordert, den letzten Teil dieser Aufschrift zu entfernen, da er zu sehr an die Schreckensherrschaft erinnerte.
Auch heute noch gilt der Satz als Sinnbild der Freiheit und des modernen Staates. Er findet sich so auch auf den französischen Euro-Münzen wieder.

## Freiheit hoaßt koa Angst habn, vor neamands.
Dieser bayerische Satz (Freiheit heißt keine Angst zu haben, vor niemanden.) stammt aus Konstantin Weckers Ballade Gestern hams an Willy derschlogn. Dort spricht Wecker rückblickend mit seinem Freund Willy:
„Mia habns eana zoagn wolln, Willy,
und du hast ma damals scho gsagt:
Freiheit, Wecker, Freiheit hoaßt koa Angst
habn, vor nix und neamands, aber san ma doch ehrlich,
a bisserl a laus Gfühl habn ma doch damals scho …“

## Freiheit ist Einsicht in die Notwendigkeit.
Dieser Ausspruch findet sich in Friedrich Engels’ Schrift Herrn Eugen Dührings Umwälzung der Wissenschaft, dem so genannten Anti-Dühring.
Einsicht in die Notwendigkeit einer Sache bewirkt die Freiheit ihr gegenüber, weil sie dann nicht mehr als Zwang, sondern als Bedürfnis empfunden wird. Die Erkenntnis hatte Engels beim Philosophen Hegel aufgegriffen und im Anti-Dühring verarbeitet:
„Hegel war der erste, der das Verhältnis von Freiheit und Notwendigkeit richtig darstellte. Für ihn ist die Freiheit die Einsicht in die Notwendigkeit. ‚Blind ist die Notwendigkeit nur, insofern dieselbe nicht begriffen wird.‘ Nicht in der geträumten Unabhängigkeit von den Naturgesetzen liegt die Freiheit, sondern in der Erkenntnis dieser Gesetze, und in der damit gegebnen Möglichkeit, sie planmäßig zu bestimmten Zwecken wirken zu lassen.“
Verwendung
- „Vernunft ist Einsicht in die Notwendigkeit.“
- „Freiheit ist Einsicht in die Not der Wendigkeit.“
- „Freiheit ist Einsicht in die Akten.“

## Freiheit ist immer Freiheit der Andersdenkenden

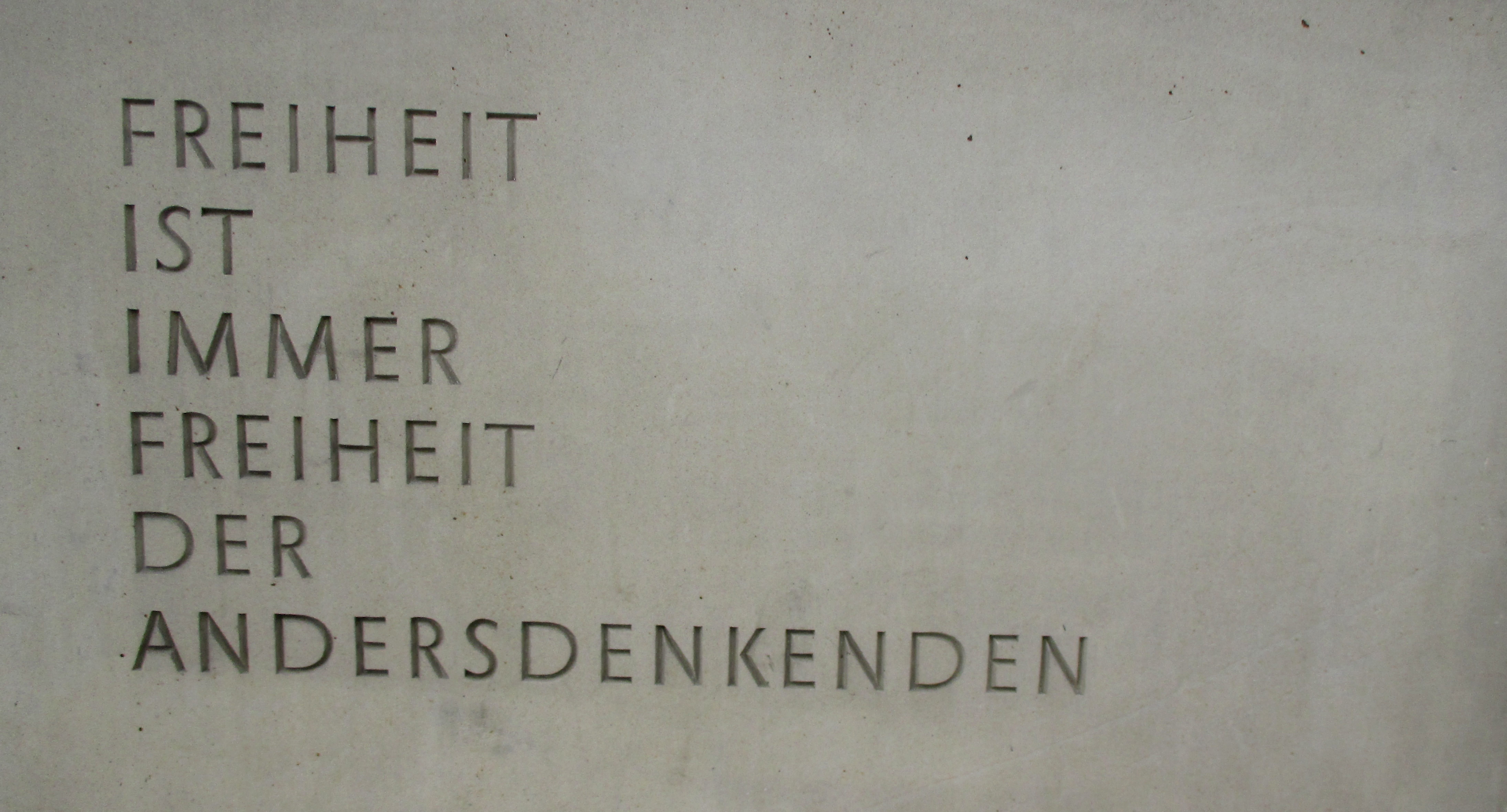
Rosa-Luxemburg-Denkmal in Dresden

Freiheit ist immer Freiheit der Andersdenkenden ist das bekannteste Zitat von Rosa Luxemburg. Sie schrieb ihn als Randbemerkung in einem Manuskript 1918 über die russische Revolution. Eine weitere Randbemerkung direkt darunter war:
„Freiheit nur für die Anhänger der Regierung, nur für Mitglieder einer Partei – mögen sie noch so zahlreich sein – ist keine Freiheit.“
Diese Aussagen beziehen sich auf die Zustände in Sowjetrussland nach der Oktoberrevolution.
Bürgerrechtler in der DDR und andere Oppositionelle machten sich den Satz ab 1977 als Protestparole gegen die Zustände in der DDR zu eigen. Bei der jährlichen offiziellen Demonstration zu Ehren von Karl Liebknecht und Rosa Luxemburg in Ost-Berlin im Januar 1988 versuchten sie, den Satz auf Plakaten zu zeigen. Dieses führte zu Massenverhaftungen und zahlreichen Zwangsabschiebungen in den Westen.
Seitdem wird der Satz häufiger als Ausdruck einer politischen Toleranz gegenüber Andersdenkenden gebraucht.

## Freiheit ist nur in dem Reich der Träume.
Friedrich Schiller beklagt in seinem Gedicht Der Antritt des neuen Jahrhunderts den Zustand der Welt am Anfang des 19. Jahrhunderts und gibt in der letzten Strophe der Überzeugung Ausdruck, dass richtige Freiheit nur „im Reich der Träume“ existiere:
„In des Herzens heilig stille Räume
Mußt du fliehen aus des Lebens Drang!
Freiheit ist nur in dem Reich der Träume,
Und das Schöne blüht nur im Gesang.“

## Freiheit statt Sozialismus!
Freiheit statt Sozialismus war die wichtigste Parole der CDU bei der Bundestagswahl 1976.
Die Parole wurde vom hessischen CDU-Politiker Alfred Dregger geprägt und auch lanciert. Die Wendung richtete sich gegen die neue Ostpolitik der Regierung Willy Brandt und seines Nachfolgers Helmut Schmidt. „Freiheit“ symbolisierte das demokratisch-politische System der Bundesrepublik Deutschland, demgegenüber sollte „Sozialismus“ auf das politische System der DDR verweisen. Aus Freiheit oder Sozialismus wurde Freiheit statt Sozialismus.
Im Wahlkampf wurde der Slogan auf die Politik der SPD übertragen.
Der Kanzlerkandidat Helmut Kohl sah darin eine Antwort auf die Behauptung der SPD, die Demokratie lasse sich nur im Sozialismus verwirklichen. Willy Brandt konterte:
„Die Entweder-Oder-Propagandisten der Rechten werden es nicht schaffen, Freiheit gegen Sozialdemokratie auszuspielen. Und auch die Götzenanbeter auf kommunistischer Seite werden die Bürger nicht täuschen können. Ihr angeblicher Sozialismus Marke DDR hat mit Freiheit soviel zu tun wie der Ochse mit dem Klavierspielen.“
Ein Mitarbeiter Kurt Biedenkopfs räumte nachträglich ein, das Wahlkampfmotto sei „an der Grenze der Seriosität“ gewesen. Dennoch habe der Slogan funktioniert, da die Sozialdemokraten immer begründen mussten, warum sie keine sozialistische Partei seien.
Die Bundestagswahl 1976 endete mit einem deutlichen Stimmenzuwachs der Unionsparteien. Hans Filbinger übernahm die Parole im selben Jahr im Landtagswahlkampf Baden-Württembergs und erreichte damals eine absolute Mehrheit.

## Freiheit und Leben kann man uns nehmen, die Ehre nicht.

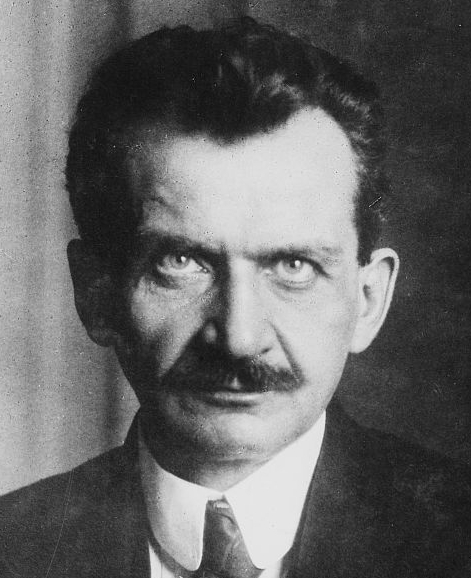
Otto Wels

Der sozialdemokratische Politiker Otto Wels ging als derjenige Reichstagsabgeordnete in die Geschichte ein, der am 23. März 1933 in seiner letzten Reichstagsrede auf der Reichstagssitzung in der Berliner Krolloper gegen das Ermächtigungsgesetz der Nationalsozialisten argumentierte und die Ablehnung durch die SPD begründete.
In dieser letzten freien Rede im Deutschen Reichstag sagte er:
„Freiheit und Leben kann man uns nehmen, die Ehre nicht.“
Alle 94 anwesenden SPD-Abgeordneten stimmten gegen das Gesetz. Die restlichen anwesenden Abgeordneten des Reichstags stimmten dafür (die KPD-Abgeordneten waren verhaftet, ermordet bzw. auf der Flucht vor den Nazis). Hitler sagte in seiner Antwort auf die Rede von Otto Wels:
„Ich will auch gar nicht, dass Sie dafür stimmen. Deutschland soll frei werden, aber nicht durch Sie.“
Im August 1933 wurde Wels die deutsche Staatsbürgerschaft aberkannt. Er ging auf Beschluss der Parteiführung zunächst ins französisch verwaltete Saarland ins Exil, später dann nach Prag und schließlich nach Paris, wo er 1939 starb.

## Fremd ist der Fremde nur in der Fremde.
Dieser Ausspruch stammt vom bayerischen Kabarettisten Karl Valentin. Dieses Valentin-Zitat ist auch der Titel eines Buchs von Gerd Riepe und Regina Riepe, mit dem Untertitel „Argumente gegen Rassismus“.
In der Stuttgarter Zeitung heißt es zu diesem Zitat:
„Über Karl Valentins Satz kann man sich gar nicht früh genug Gedanken machen.“
Die Fachhochschule Trier veranstaltete im Dezember 2006 ein von ausländischen Studierenden gestaltetes Ausbildungsmahl im Rahmen transkultureller Verständniserweiterung, das unter dem Motto „Fremd isst der Fremde nur in der Fremde“ stand.

## Freude, schöner Götterfunken
Mit der Zeile Freude, schöner Götterfunken beginnt Schillers Gedicht An die Freude. Die Freude wird als Tochter aus dem Elysium, der griechischen Insel der Seligen angesprochen:
Freude, schöner Götterfunken,
Tochter aus Elysium,
Wir betreten feuertrunken,
Himmlische, dein Heiligthum.

## Freudscher Versprecher
Ein Freudscher Versprecher ist eine nach dem österreichischen Psychoanalytiker Sigmund Freud benannte sprachliche Fehlleistung, bei der angeblich die eigentliche Meinung oder Intention des Sprechers unfreiwillig zutage tritt.

## Freunde, nicht diese Töne!
„Freunde, nicht diese Töne!“ sind die Überleitungsworte zum Schlusschor im letzten Satz von Beethovens 9. Symphonie mit dem Text:
„O Freunde, nicht diese Töne!
Sondern lasst uns angenehmere
anstimmen. Und freudenvollere!
Wem der große Wurf gelungen,
Eines Freundes Freund zu sein,
Wer ein holdes Weib errungen,
Mische seinen Jubel ein!
Ja, wer auch nur eine Seele
Sein nennt auf dem Erdenrund!
Und wer's nie gekonnt, der stehle
Weinend sich aus diesem Bund.“
Die Worte werden als Appell zur Mäßigung bei einem Streit zitiert. Hermann Hesse überschrieb 1914 seine Aufsätze gegen nationalistische Gesinnung und Schmähungen in der deutschen Presse mit dem Titel „O Freunde, nicht diese Töne!“

## Freunde, vernehmet die Geschichte.
Dieser Ausspruch ist der Beginn des berühmten Postillionlieds, aus dem ersten Akt der komischen Oper Der Postillon von Lonjumeau von Adolphe Adam:
„Freunde, vernehmet die Geschichte vom großen Simulmatikon!
Glaubt mir, daß ich hier nichts erdichte, weiß doch schon jedermann davon!“

## Freut euch des Lebens!
„Freut euch des Lebens!“ ist ein bekanntes Lied des Schweizer Dichters und Malers Johann Martin Usteri aus dem Jahr 1793, dessen Melodie von Hans Georg Nägeli stammt.
Die als „Chorstrophe“ immer wiederkehrenden Anfangszeilen lauten:
Freut euch des Lebens,

Weil noch das Lämpchen glüht;

Pflücket die Rose,

Eh sie verblüht!
Auf diese Verse gibt es eine bekannte Parodie:
Freut euch des Lebens,

Großmutter wird mit der Sense rasiert,

Alles vergebens!

Sie war nicht eingeschmiert.

## Friede den Hütten! Krieg den Palästen!

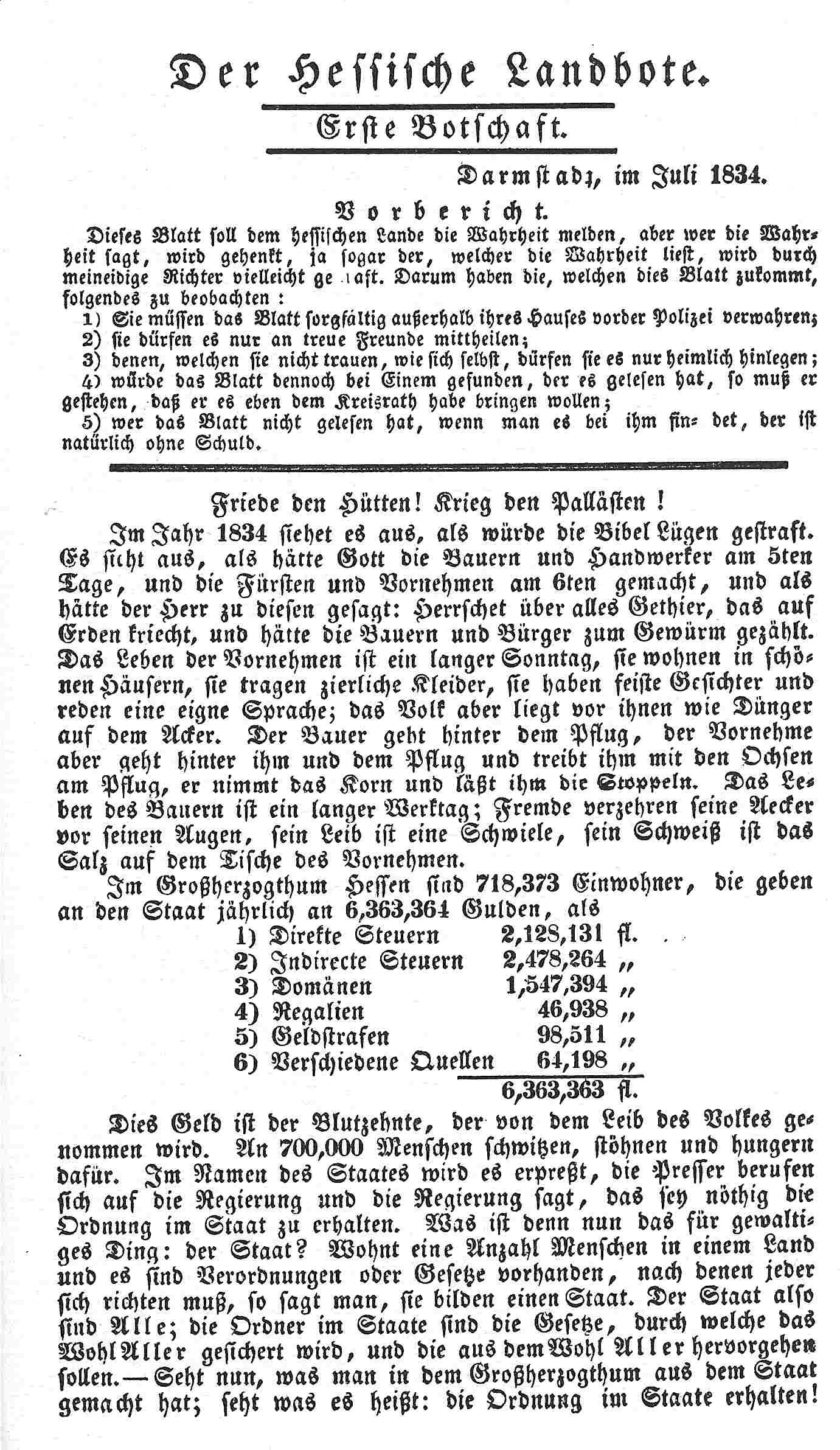
Hessischer Landbote mit der Parole „Friede den Hütten! Krieg den Palästen!“

Diese Kampfansage gegen die Reichen stellte Dichter Georg Büchner 1834 seiner Kampfschrift Der Hessische Landbote als Motto voran. Er übernahm damit eine Losung aus der Französischen Revolution von 1789, änderte aber die Reihenfolge der beiden Aussagen, die im französischen Original folgendermaßen lauteten:
„Guerre aux châteaux! Paix aux chaumières!“

„Krieg den Palästen! Friede den Hütten!“
Diese Parole stammt angeblich von dem französischen Schriftsteller Nicolas Chamfort, der sie als Schlachtruf für die französischen Revolutionstruppen vorgeschlagen haben soll.
In den einleitenden Sätzen heißt es:
„Im Jahr 1834 siehet es aus, als würde die Bibel Lügen gestraft. Es sieht aus, als hätte Gott die Bauern und Handwerker am 5ten Tage, und die Fürsten und Vornehmen am 6ten gemacht, und als hätte der Herr zu diesen gesagt: Herrschet über alles Gethier, das auf Erden kriecht, und hätte die Bauern und Bürger zum Gewürm gezählt. Das Leben der Vornehmen ist ein langer Sonntag, sie wohnen in schönen Häusern, sie tragen zierliche Kleider, sie haben feiste Gesichter und reden eine eigne Sprache; das Volk aber liegt vor ihnen wie Dünger auf dem Acker.“
Die angegriffene Obrigkeit reagierte heftig auf das Erscheinen des Flugblattes. Büchner wurde steckbrieflich gesucht, konnte aber 1835 über die französische Grenze nach Straßburg fliehen.
Eine ironische Verdrehung ist der folgende Sponti-Spruch:
„Krieg den Hütten! Paläste für alle!“

## Frieden für unsere Zeit

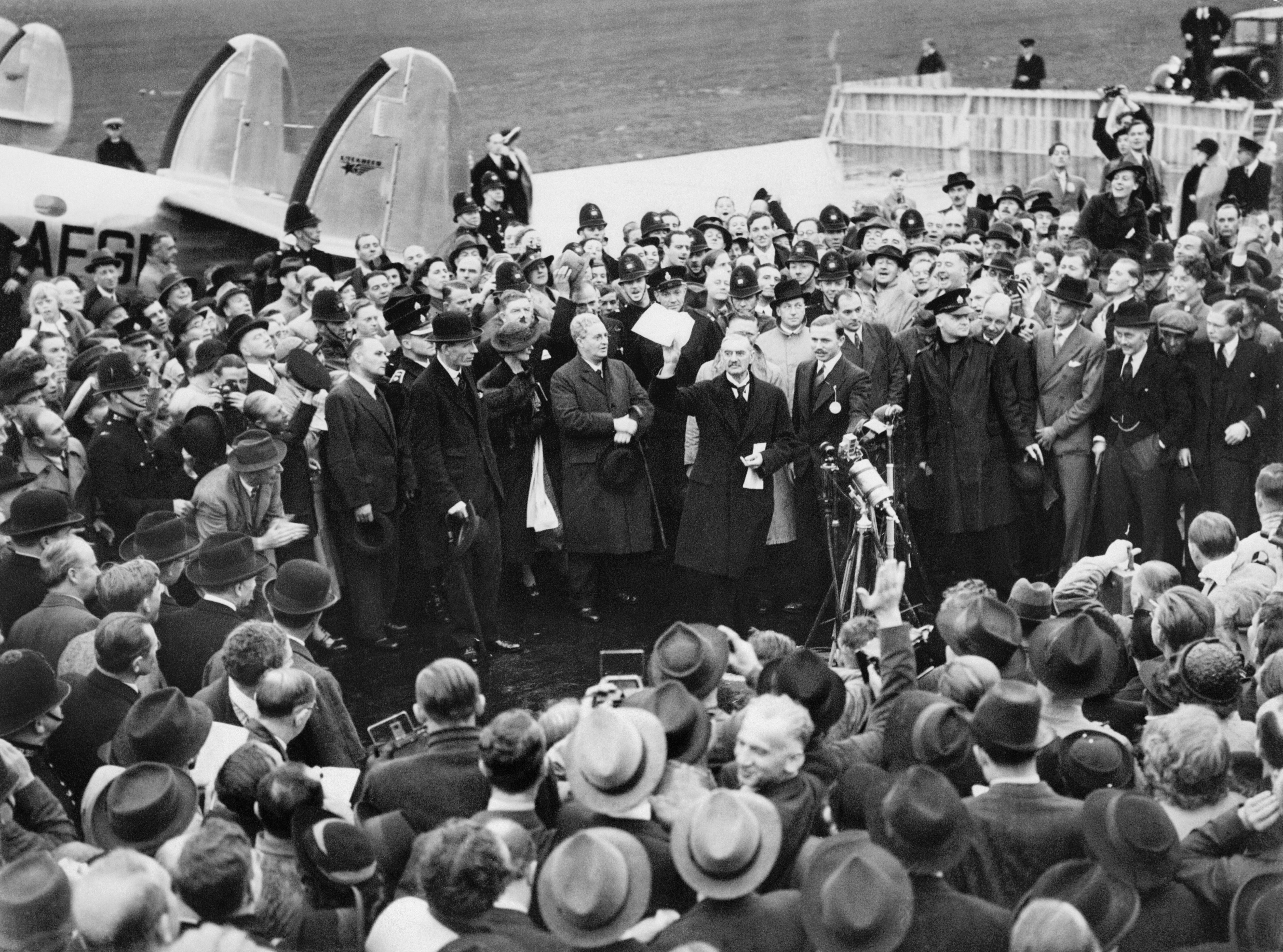
Neville Chamberlain mit dem Vertragstext in der Hand

Der britische Premierminister Neville Chamberlain sagte am 30. September 1938 in seiner Ansprache nach der Rückkehr von der Unterzeichnung des Münchner Abkommens mit Hitler:
„My good friends, for the second time in our history, a British Prime Minister has returned from Germany bringing peace with honour. I believe it is peace for our time. Go home and get a nice quiet sleep.“
„Meine lieben Freunde, zum zweiten Mal in unserer Geschichte hat ein britischer Premierminister einen ehrenvollen Frieden aus Deutschland mitgebracht. Ich glaube, es ist Friede für unsere Zeit. Geht nach Hause und schlaft ruhig.“
Chamberlains Außenpolitik wird als Appeasement-Politik (Beschwichtigungspolitik) bezeichnet. 1938 war er wesentlich am Münchner Abkommen beteiligt, das Deutschland das Recht gab, das Sudetenland zu annektieren. In den Nürnberger Prozessen wurde erstmals das Protokoll einer Rede öffentlich, die Hitler wenige Tage vor Beginn des Zweiten Weltkriegs vor seinen Generälen gehalten hatte:

„Die Gegner haben nicht mit meiner großen Entschlußkraft gerechnet. Unsere Gegner sind kleine Würmchen. Ich sah sie in München. […] Nun ist Polen in der Lage, in der ich es haben wollte. […] Ich habe nur Angst, daß mir noch im letzten Moment irgend ein Schweinehund einen Vermittlungsplan vorlegt.“

## Frisch, fromm, fröhlich, frei

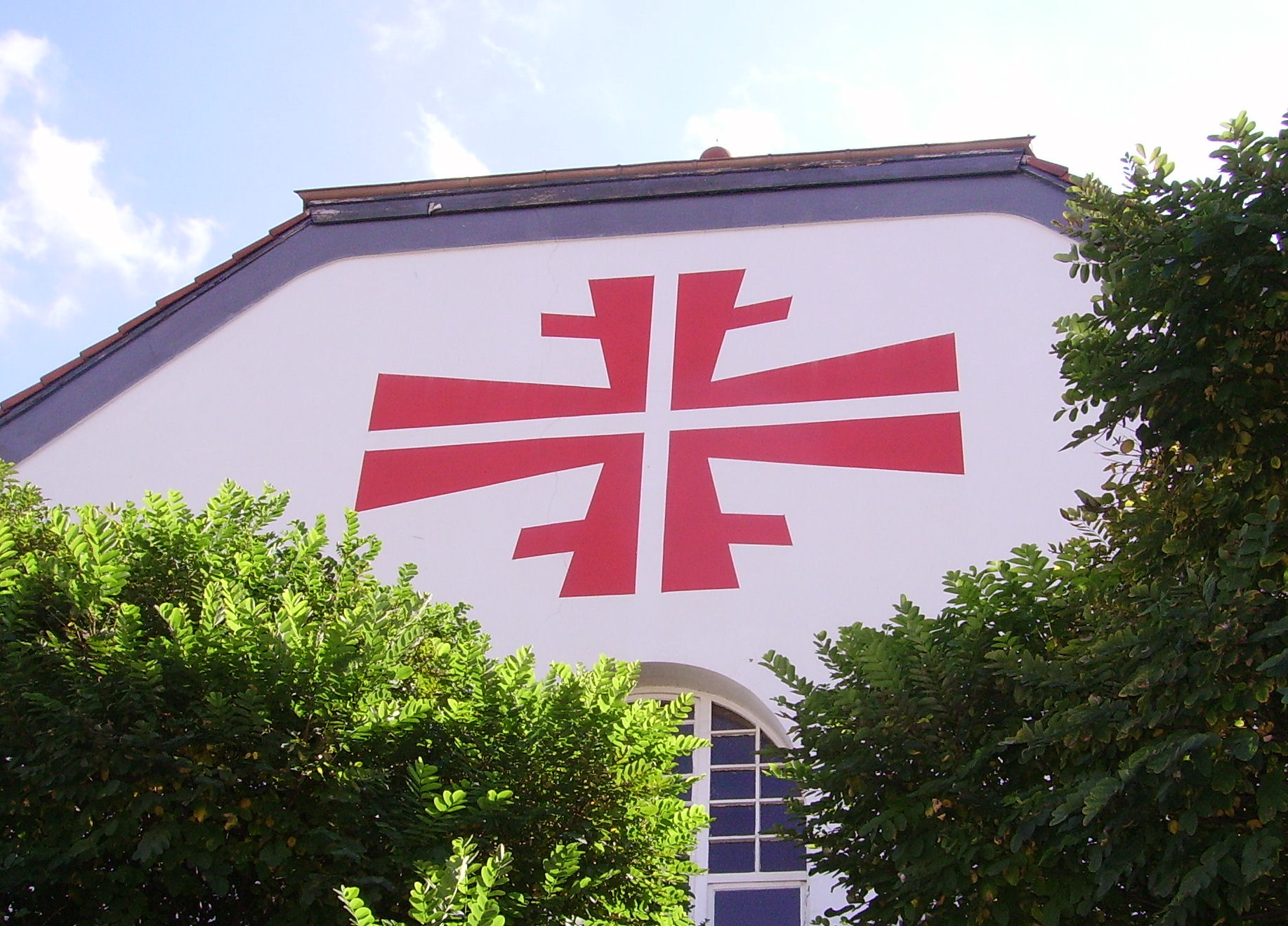
Turnerkreuz (FFFF) am Giebel eines Sportlerheims in Eisenberg

Der Turnerwahlspruch „Frisch, fromm, fröhlich, frei“ geht auf den „Turnvater“ Friedrich Ludwig Jahn zurück, der 1816 in seinem Buch „Die deutsche Turnkunst“ eine ähnliche Formulierung gebrauchte. Der Darmstädter Kupferstecher Johann Heinrich Felsing entwarf bereits 1844 die Fahne in den rot-weißen Landeswappen Hessens. Das Felsingsche Turnerkreuz (die vier F) wird ab 1846 zum Symbol der Turnbewegung und deren politischer Geisteshaltung: Freiheit, nationale Unabhängigkeit und Einheit.
Die vier „F“ bedeuten:
Frisch ans Werk!
Fromm im Glauben an die Gemeinnützigkeit und Wertbeständigkeit des Schaffens
Fröhlich untereinander
Frei und offen in allem Handeln

## Friss, Vogel, oder stirb!
„Friss, Vogel, oder stirb!“ war auch der Titel einer gegen Martin Luther gerichteten Schmähschrift des Straßburger Pfarrers Johann Nikolaus Weislinger aus dem Jahr 1722, dessen polemische antiprotestantische Schriften weite Verbreitung fanden.
Der 1731 gegen diese Schmähschrift gerichtete Antiweislingerus des evangelischen Pfarrers Johann Philipp Fresenius rief unter dem katholischen Klerus eine große Erbitterung hervor. Der Verhaftung konnte er nur durch Flucht entkommen.
Die Redensart nimmt Bezug auf einen gefangenen Vogel, der keine Wahl hat.

## Frohen Herzens genießen.
Dieser Slogan wurde im Jahr 1955 zur Einführung der Zigarettenmarke HB geschaffen. Die Zigarettenfirma Haus Bergmann versuchte damit, die Zigarettenmarke mit Fröhlichkeit und Unbeschwertheit zu verbinden. Der Ausdruck wurde durch die intensive Werbung rasch bekannt, verselbständigte sich aber dann und wird heute auf Genüsse verschiedenster Art angewendet.
Beworben wurde die Marke zunächst mit dem Spruch „Eine Filterzigarette, die schmeckt“. Filterzigaretten waren eine Innovation auf dem deutschen Markt, auf welchem Filterzigaretten zum Zeitpunkt der Einführung von HB-Zigaretten gerade mal einen Marktanteil von 7,2 % erreichten.

## Fröhlich sein, Gutes tun und die Spatzen pfeifen lassen.

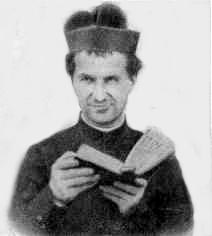
Don Bosco

Diesen Wahlspruch stellte der Priester und Ordensgründer Don Bosco, der sich für vernachlässigte Kinder und Jugendliche einsetzte, über alle seine Unternehmungen.
Auf Italienisch lautet das Motto folgendermaßen:
„Sia allegro – faccia buon – e lascia di passeri stridere.“
„Die Spatzen pfeifen lassen“ soll bedeuten, dass man mit der nötigen Gelassenheit nicht alles immer werten muss und sich von der Meinung anderer unabhängig macht.

## Fröhliche Wissenschaft

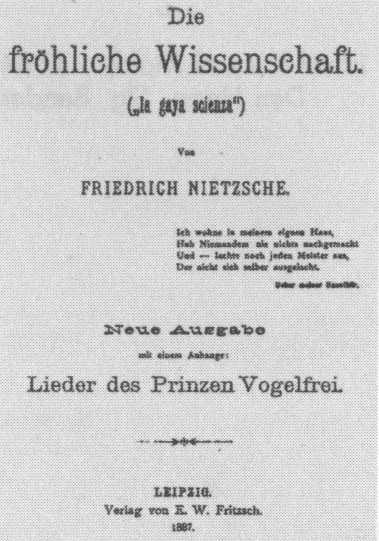
Die fröhliche Wissenschaft

Der Begriff „fröhliche Wissenschaft“ wurde vom Philosophen Johann Gottfried Herder 1796 im Zusammenhang mit der altprovenzalischen Literatur und die Minnelyrik der Troubadours geprägt:
„Glück also zum ersten Strahl der neueren poetischen Morgenröte in Europa! Sie hat einen schönen Namen: die fröhliche Wissenschaft (gaya ciencia, gay saber), möchte sie dessen immer wert sein!“
Der Philosoph Friedrich Nietzsche nutzte diesen Begriff als Schlagwort für die Freude über die wiederkehrende Kraft nach langer Entbehrung und nannte eines seiner Werke Die fröhliche Wissenschaft:
„Der Titl hat mer so jefalln.“
Die „fröhliche Wissenschaft“ sollte im Gegensatz zur Theologie und Philosophie stehen. Das Buch enthält Gedanken zu unterschiedlichsten Themen in fast 400 Abschnitten.
Die Ausgabe von 1887 erhielt den Untertitel („La gaya scienza“). Motto dieser Ausgabe war ein eigener Spruch Nietzsches („Über meiner Haustür“) vorangestellt:
„Ich wohne in meinem eignen Haus
Hab Niemandem nie nichts nachgemacht
Und – lachte noch jeden Meister aus
Der nicht sich selber ausgelacht.“
Nietzsche schreibt in seiner Vorrede zur zweiten Ausgabe:
„‚Fröhliche Wissenschaft‘: das bedeutet die Saturnalien eines Geistes, der einem furchtbaren langen Drucke geduldig widerstanden hat – geduldig, streng, kalt, ohne sich zu unterwerfen, aber ohne Hoffnung – , und der jetzt mit Einem Male von der Hoffnung angefallen wird, von der Hoffnung auf Gesundheit, von der Trunkenheit der Genesung. Was Wunders, dass dabei viel Unvernünftiges und Närrisches an's Licht kommt, viel mutwillige Zärtlichkeit, selbst auf Probleme verschwendet, die ein stachlichtes Fell haben und nicht darnach angetan sind, geliebkost und gelockt zu werden.“

## Fromm aus Zwang währt nicht lang.
Das sprichwörtliche erzwungene Wohlverhalten, welches nur so lange währt, wie der Zwang ausgeübt wird. Der Lern- und Erziehungseffekt ist gleich Null, da der Betreffende nicht gelernt hat, eigenmotiviert zu handeln; es kann sogar, bei innerer Abneigung und Trotz, das Gegenteil des Beabsichtigten erwirken. Äquivalente für diese Weisheit existieren in verschiedenen Sprachen:
- Non durant acutus quos perficis ipse coactus. (Latein)
- Cosa sforzata è di poca durata. (Italienisch)
- Chose violente n'est pas permanente. (Französisch)

## Frommer Betrug

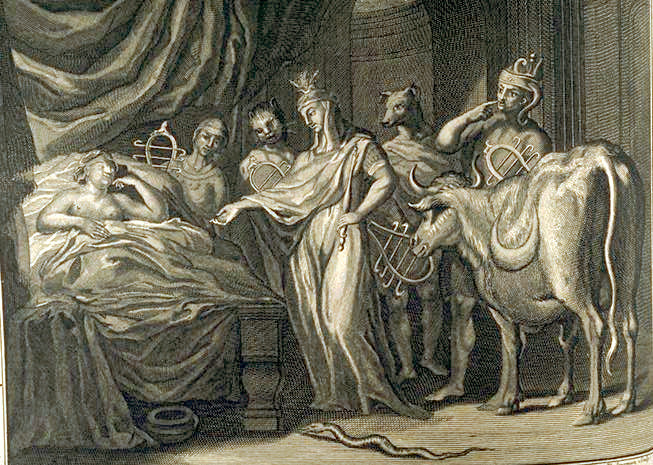
Isis, Anubis und Apis im Traum der Telethusa

Dieser ursprünglich lateinische Ausdruck (pia fraus) stammt aus den Metamorphosen des römischen Dichters Ovid, der von dem Kreter Ligdus erzählt, der unbedingt einen Sohn haben wollte und ankündigte, eine Tochter würde er töten:
„Zwiefach ist mein Wunsch: daß wenig von Schmerzen du leidest
Und mir ein Knäblein bringst. Das andere Geschlecht ist zur Bürde,
Und es versagt uns Mittel zum Glück. Wenn also – der Himmel
Wahre davor – du ein Mädchen gebierst, – mit weigerndem Herzen
Sag' ich es; Macht der Gefühle, vergib – so sei es getötet.“
Die Frau, Telethusa, ist verzweifelt, doch mitten in der Nacht erscheinen ihr die ägyptische Göttin Isis, begleitet von Anubis und Apis, die ihr Hilfe im Traum zusagen.
Als sie nun doch ein Mädchen zur Welt brachte, riet die Göttin Isis, das Neugeborene für einen Jungen auszugeben:
„Wie sich die Schmerzen gemehrt und die Bürde sich selber zum Lichte
Drängt und ein Mädchen erscheint, darum nicht wußte der Vater,
Heißt es die Mutter erziehn als erlogenen Knaben, und Glauben
Fand der Betrug, und der Amme allein war kund das Geheimnis.
Ligdus erfüllt sein Gelübde und nennt das Kind nach dem Ahne:
Iphis war er genannt. Lieb war der Name der Mutter,
Weil im Zweifel er ließ und keinen mit diesem sie täuschte.
So blieb undurchschaut durch frommen Betrug die Verhehlung.“
„inde incepta pia mendacia fraude latebant“.
Denn der griechische Name Iphis gilt in der Antike für beide Geschlechter.

So wurde das Leben des Kindes gerettet, und die Göttin Isis verwandelte Iphis später in einen Jungen.
Später wurde der Ausdruck Frommer Betrug oft für Betrug zum Wohl der Kirche, Täuschung in guter Absicht oder Selbsttäuschung gebraucht.
So handelt es sich bei Vorhersagen in der Bibel meist um Selbsttäuschung. Sobald ein Ereignis eintrifft, wird die Bibel nach Stellen durchsucht, die auf dieses Ereignis hindeuten könnten. Meist wird man auch fündig, man muss nur die Stellen aus ihrem Zusammenhang reißen. Dann besteht auch kaum eine Gefahr, dass die Vorhersage widerlegt werden kann:
„Dafür haben die Theologen den Ausdruck vaticinia ex eventu geprägt, was Weissagung vom Ergebnis her wörtlich übersetzt bedeutet – ein Ereignis wird erst prophezeit, wenn es bereits eingetreten ist. Korrekter wäre es, dies mit frommer Betrug zu übersetzen, denn genau darum handelt es sich. Speziell im NT wird diese Methode sehr häufig eingesetzt. Auch im AT benutzte man es ausgiebig, denn das AT ist erst sehr viel später entstanden, als man zunächst gedacht hat, viele Ereignisse waren schon längst eingetreten, als man sie ‚prophezeite‘“

## Früchte des Zorns
Früchte des Zorns (englisch: The grapes of wrath) ist ein 1939 erschienener Roman des US-amerikanischen Schriftstellers John Steinbeck, in dem das harte Leben wandernder Farmarbeiter in Kalifornien geschildert wird.
Der Titel des Romans ist ein Zitat aus dem zweiten Vers von Julia Ward Howes „Schlachthymne der Republik“ (engl. „The Battle Hymn of the Republic“), einem während des Bürgerkriegs entstandenen Lied:
| Mine eyes have seen the glory of the coming of the Lord: He is trampling out the vintage where the grapes of wrath are stored; | Meine Augen haben die Herrlichkeit des Nahens des Herrns gesehen, Er zerstampft die Weinlese, wo die Früchte des Zorns gelagert sind, |

Gleichzeitig ist der Titel auch ein Verweis auf die biblische Offenbarung des Johannes [14,19]:
„Und der Engel schlug seine Sichel an die Erde und schnitt den Weinstock der Erde und warf ihn in die große Kelter des Zornes Gottes“.

## Früh übt sich, was ein Meister werden will.
Das geflügelte Wort „Früh übt sich, was ein Meister werden will“ stammt aus Schillers Schauspiel Wilhelm Tell (Vers 1481).
Wilhelm Tells Frau Hedwig (mit Blick auf ihre mit einer Armbrust beschäftigten Kinder):
„Die Knaben fangen zeitig an zu schießen.“
Tell:
„Früh übt sich, was ein Meister werden will.“
Hedwig:
„Ach, wollte Gott, sie lernten’s nie!“

## Früher auf dem Bau hat man solche Dinge mit der Dachlatte erledigt.
Der hessische Ministerpräsident Holger Börner, der von Beruf Betonfacharbeiter war, sagte im Mai 1982 verärgert über militante Demonstranten gegen die Startbahn West in einem Interview mit der Bunten Illustrierten:
„Ich bedauere, daß es mir mein hohes Staatsamt verbietet, den Kerlen selbst eins auf die Fresse zu hauen. Früher auf dem Bau hat man solche Dinge mit der Dachlatte erledigt.“
Später wollte Börner den Satz in dieser Form zwar nicht gesagt haben, verbürgt ist hingegen dieses Zitat:
„Ich heiße Börner, wiege 250 Pfund und wenn ich Zorn habe das Doppelte.“

## Früher litten wir an Verbrechen, heute leiden wir an Gesetzen.
„Früher litten wir an Verbrechen, heute leiden wir an Gesetzen.“
ist ein Zitat aus den Annalen des Tacitus (Annalen 3, 25); im lateinischen Original heißt es:
„Utque antehac flagitiis ita tunc legibus laborabatur.“

## Frühling lässt sein blaues Band wieder flattern durch die Lüfte.

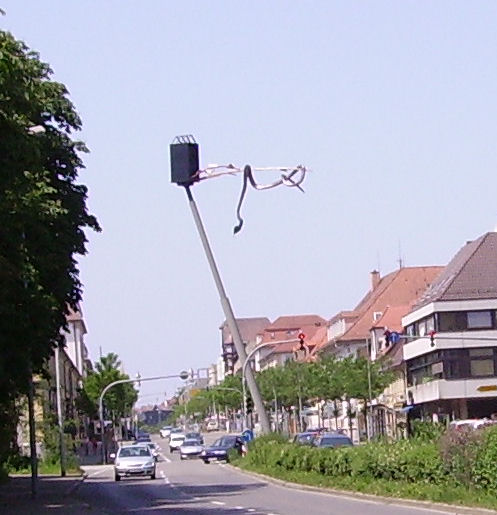
Blaues Band in Ludwigsburg

Dies sind die beiden ersten Verszeilen von Eduard Mörikes Frühlingsgedicht Er ist's:
„Frühling läßt sein blaues Band
Wieder flattern durch die Lüfte
Süße, wohlbekannte Düfte
Streifen ahnungsvoll das Land
Veilchen träumen schon,
Wollen balde kommen
Horch, von fern ein leiser Harfenton!
Frühling, ja du bist's!
Dich hab ich vernommen!“
Dieses populäre Gedicht wurde u. a. vertont von Robert Schumann (Frühlingslied op. 79 Nr. 24) und Hugo Wolf (Mörike-Lieder, Nr. 6).

## Frühlings Erwachen

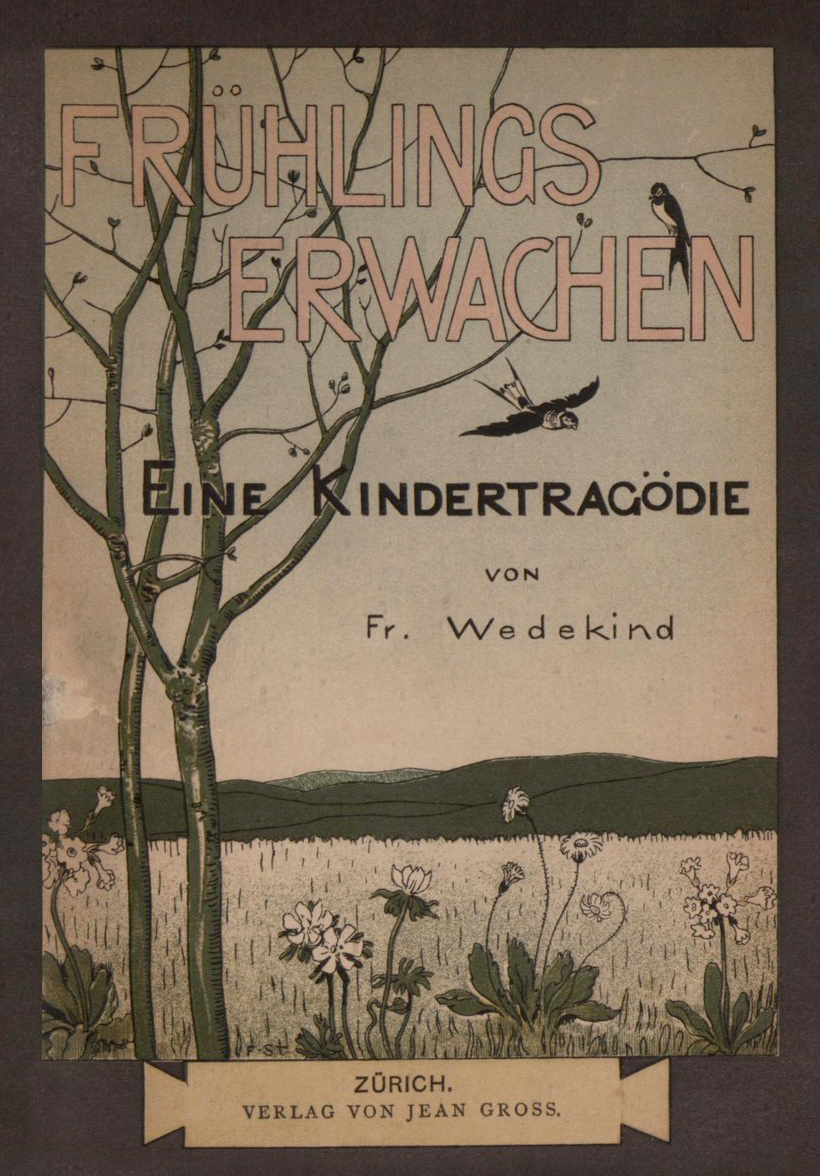
Einband der Originalausgabe von Frühlings Erwachen

Frühlings Erwachen ist eine Kindertragödie von Frank Wedekind, die nach der Uraufführung 1906 in Berlin bis 1912 verboten war. In diesem Drama werden die Nöte dreier Jugendlicher in der Pubertät im Konflikt mit der in Prüderie erstarrten Moral geschildert.
Hauptakteure des Stücks sind:
- Melchior Gabor, ein intelligenter und aufgeklärter Gymnasiast mit einer scheinbar liberalen Mutter, doch gerade sein fortschrittliches Denken bereitet ihm Probleme.
- Moritz Stiefel, der schlechteste Schüler seiner Klasse. Seinem einzigen Freund, Melchior Gabor, vertraut Moritz sein Problem an: die ersten „männlichen Regungen“.
- Wendla Bergmann, ein wissbegieriges Mädchen mit einer konservativen Mutter, die nicht aufgeklärt ist, was ihr zum Verhängnis wird.

Wedekind kritisiert in seinem Werk die im Wilhelminischen Kaiserreich vorherrschende bürgerliche Sexualmoral, insbesondere den aus der Tabuisierung resultierenden Druck auf Menschen. Dabei macht er ausgeklügelten Gebrauch von Stilfiguren und grotesk überzogenen Charakteren, die dem Werk humoristische Züge verleihen.
Einst aufgrund seiner angeblichen Obszönität verboten oder zensiert, ist das Stück heute in einigen deutschen und österreichischen Bundesländern eine verbreitete Schullektüre. Der Titel wird heute als Umschreibung der beginnenden Sexualität bei Jugendlichen verwendet.

## Fünf vor Zwölf
„Es ist Fünf vor Zwölf!“ ist eine Metapher, die ausdrücken soll, dass höchste Dringlichkeit besteht, ein bestimmtes Problem in Angriff zu nehmen.
An diese Metapher knüpft die sogenannte Uhr des Jüngsten Gerichts an, die symbolisch das derzeitige Risiko eines Atomkrieges darstellt.

## Fünfte Kolonne
Als der spanische General Emilio Mola im Jahr 1936 die Franco-Truppen in vier Kolonnen gegen das von den Kommunisten besetzte Madrid führte, nannte er in einer Rundfunkansprache die vielen Anhänger Francos in Madrid Die fünfte Kolonne (La quinta columna). Der Ausdruck wird seitdem für Agenten gebraucht, die im Land des Gegners Aufträge ausführen sollen.
Die ursprüngliche Bedeutung stammt aus dem russischen Bürgerkrieg und bezeichnet eine Eliteeinheit. Diese „5. Armee“ wurde von Leo Trotzki gegründet.
Der Begriff lässt sich allerdings auch auf einen Artikel von Karl Marx („Die Junirevolution“, „Neue Rheinische Zeitung“ Nr. 31 vom 1. Juli 1848) über den Verlauf des Aufstandes in Paris zurückführen. In diesem Beitrag beschreibt er zunächst die Operationen von vier Kolonnen der Aufständischen im Ostteil der Stadt. Als Fehler des zugrundeliegenden Plans bezeichnet er, dass es im Westteil der Stadt nicht einen „fünften Herd der Insurrektion“ gegeben habe.

## Für alle Zuschauer, die erst jetzt eingeschaltet haben: Das erste Tor ist schon gefallen.
Dieser Satz ist ein Beispiel dafür, wie man aus der Not eine Tugend machen kann. Günther Jauch und Marcel Reif überbrückten während eines Champions-League-Spiels am 1. April 1998 zwischen Real Madrid und Borussia Dortmund die 76 Minuten Verzögerung bis zum Anpfiff, weil Fans ein Tor zum Einsturz gebracht hatten, aber ein Ersatztor nicht in der Nähe war, sondern erst herangeschafft werden musste (siehe Torfall von Madrid).
Zu den weiteren bekannten Sätzen dieser Berichterstattung gehört der folgende:
Noch nie hätte ein Tor einem Spiel so gut getan wie heute hier, ein frühes Tor.
Die beiden Kommentatoren überbrückten die Zeit so unterhaltsam, dass sie dafür mit dem Bayerischen Fernsehpreis ausgezeichnet wurden.

## Für die Katz
Aus dem 1548 erschienenen Werk Esopus von Burchard Waldis stammt die Redensart „Das ist für die Katze“ mit der Bedeutung das lohnt sich nicht.
Der Zitatensammler Georg Büchmann erklärt den Hintergrund der Redensart folgendermaßen:
„Der Ausdruck ist ein Rest der dort befindlichen Erzählung Vom Schmied und seiner Katze. Ein Schmied nahm sich vor, von seinen Kunden nichts für seine Arbeit zu verlangen, sondern die Bezahlung ihrem eigenen Willen anheimzustellen; sie begnügten sich aber mit dem blossen Danke. Nun band er seine fette Katze in der Werkstatt an, und wenn ihn die Kunden mit leeren Worten des Dankes verliessen, sagte er: ‚Katz, das geb ich dir!‘ Die Katze verhungert, und der Schmied beschliesst, es zu machen wie die anderen Handwerker.“
In den Deutschen Rechtssprichwörtern von Graf und Dietherr aus dem Jahr 1869 steht „vom Danke kann man keine Katze füttern“.

## Für einen Kammerdiener gibt es keinen Helden.
Die Quelle dieser Redensart ist nicht ganz eindeutig festzulegen. Bereits der antike griechische Schriftsteller Plutarch berichtet, dass der makedonischen König Antigonos Gonatas gesagt habe, als er in einem Gedicht „Gott“ genannt wurde:
„Davon weiß mein Kammerdiener nichts.“
Der Ausspruch findet sich in Hegels Phänomenologie des Geistes:
„Es gibt keinen Helden für den Kammerdiener; nicht aber weil jener nicht ein Held, sondern weil dieser – der Kammerdiener ist, mit welchem jener nicht als Held, sondern als Essender, Trinkender, sich Kleidender, überhaupt in der Einzelnheit des Bedürfnisses und der Vorstellung zu tun hat. So gibt es für das Beurteilen keine Handlung, in welcher es nicht die Seite der Einzelnheit der Individualität der allgemeinen Seite der Handlung entgegensetzen, und gegen den Handelnden den Kammerdiener der Moralität machen könnte.“

## Für Sorgen sorgt das liebe Leben.
Im Schenkenbuch von Goethes Westöstlichem Diwan finden sich die folgenden Verse:
„Für Sorgen sorgt das liebe Leben,
Und Sorgenbrecher sind die Reben.“

## Furor Teutonicus
Der lateinische Ausdruck Furor Teutonicus bedeutet teutonische Raserei.
Der Ausdruck wird meist dem römischen Dichter Lucan zugerechnet, in dessen Werk Bellum civile / Pharsalia er erstmals auftaucht. Lucan nahm damit Bezug auf einen vermeintlich herausstechenden Charakterzug des germanischen Volkstammes der Teutonen, der wütenden, mitleidlosen Raserei in der Schlacht. Der Ausdruck spiegelt den Schrecken wider, der die aufstrebende Römische Republik beim ersten Zusammentreffen mit germanischen Stämmen auf ihrem italienischen Gebiet im 2. Jahrhundert v. Chr. ergriffen hatte.
Der Volksname Deutsche hängt etymologisch entfernt mit dem Namen der „Teutonen“ zusammen. Deutsch geht – wie das italienische tedesco – auf das Althochdeutsche thiutisk, diutisk zurück, von thiot, diot „Volk“, aus der gleichbedeutenden germanischen Wurzel *theudō für Volk oder Stamm, die mit gallisch touta verwandt ist.

## Fußball ist ein einfaches Spiel – 22 Männer jagen 90 Minuten lang hinter einem Ball her, und am Ende gewinnen immer die Deutschen.
Der englische Fußballspieler Gary Lineker sagte angeblich am 4. Juli 1990, nach dem Ausscheiden der englischen Nationalmannschaft im Elfmeterschießen beim Halbfinale der Fußball-Weltmeisterschaft 1990 auf Englisch:
„Football is a simple game—22 men chase a ball for 90 minutes, and at the end the Germans always win.“
Lineker war einer der besten Fußballspieler, die jemals für England antraten. Dennoch gelang es ihm nie, einen Titel mit seiner Mannschaft zu gewinnen, weshalb er, frustriert nach dieser Halbfinalniederlage, diesen Kultspruch erfand.
Vor dem Finale der Fußball-Europameisterschaft 2008 erinnerte sich der spanische Nationaltrainer Luis Aragonés an den Spruch seines Freunds Gary Lineker:
„Aragonés gab das Zitat gleich zwei Mal wieder, danach sagte er: ‚Die Deutschen sind die Deutschen.‘ Ja, durch den Sieg der Spanier ergibt sich eine interessante Finalpaarung. Die vermutlich schlechteste Turniernation der Welt spielt gegen die wohl beste Turniernation der Welt.“
Das Spiel endete 1: 0 für Spanien.
Der Fußballspieler Stefan Effenberg wandelte Linekers Zitat mit Bezug auf die deutsche Fußball-Bundesliga ab:
„Bundesliga ist ein richtig spannender Wettbewerb. 18 Mannschaften wollen deutscher Meister werden – und am Ende feiern immer die Bayern.“

## Futsch ist futsch, hin ist hin.
Diese saloppe Redensart geht auf das von Ludwig Keller vertonte Wanderlied Bin ein fahrender Gesell von Rudolf Baumbach zurück, dessen erste Strophe so lautet:
„Bin ein fahrender Gesell
kenne keine Sorgen
Labt mich heut ein Felsenquell
tut es Rotwein morgen.
Bin ein Ritter Lobesam
reit auf Schusters Rappen,
führ den lock’ren Zeisighahn
und den lust’gen Spruch im Wappen:
Ja immer lustig Blut und heitrer Sinn
ja futsch ist futsch und hin ist hin“